# Linea Kintetsu Nagano
La linea Kintetsu Nagano (近鉄長野線?, Kintetsu Nagano-sen) è una linea ferroviaria privata secondaria gestita dalle Ferrovie Kintetsu che collega le città giapponesi di Habikino, Tondabayashi e Kawachinagano, dove si collega con la linea Nankai Kōya. Lo scartamento è ridotto, di 1067 mm, e la linea elettrificata e parzialmente a doppio binario, è una diramazione della Minami-Osaka, sulla quale sono disponibili dei servizi diretti verso la stazione di Ōsaka Abenobashi.

## Storia
La linea Nagano venne costruita e aperta come l'unica linea della Ferrovia Kayō (河陽鉄道?, Kayō Tetsudō) che aspirava a collegare Kawachinagano con la stazione di Kashiwara sulla linea principale Kansai. La compagnia successiva, la Ferrovia di Osaka decise di costruire la sua linea direttamente fino a Osaka, separandosi alla stazione di Dōmyōji. La compagnia poi aprì un'altra linea che si staccava dalla stazione di Furuichi, che sarebbe stata poi la linea Kintetsu Minami-Ōsaka. Questo fece sì che la linea Nagano divenne una diramazione di quest'ultima.

## Operazioni
Quasi tutti i treni continuano sulla linea Minami-Osaka fino a Osaka Abenobashi. Sulla linea Nagano tutti i tipi di treni fermano in tutte le stazioni.

### Servizi ferroviari
- L: Locale (普通?, Futsū)
- SES: Semiespresso (準急?, Junkyū)
- EX: Espresso (急行?, Kyūkō)

### Stazioni
Le stazioni si trovano tutte nella prefettura di Osaka.
| Stazione                | Giapponese      | Distanza interst. | Distanza totale | SE                                                               | EX                                                               | Collegamenti                                                     | Binari                                                           | Posizione                                                        |
| ----------------------- | --------------- | ----------------- | --------------- | ---------------------------------------------------------------- | ---------------------------------------------------------------- | ---------------------------------------------------------------- | ---------------------------------------------------------------- | ---------------------------------------------------------------- |
| Servizio rapido         | Servizio rapido | Servizio rapido   | Servizio rapido | Via linea Kintetsu Minami-Ōsaka per stazione di Ōsaka-Abenobashi | Via linea Kintetsu Minami-Ōsaka per stazione di Ōsaka-Abenobashi | Via linea Kintetsu Minami-Ōsaka per stazione di Ōsaka-Abenobashi | Via linea Kintetsu Minami-Ōsaka per stazione di Ōsaka-Abenobashi | Via linea Kintetsu Minami-Ōsaka per stazione di Ōsaka-Abenobashi |
| Furuichi                | 古市            | -                 | 0.0             | ●                                                                | ●                                                                | Linea Kintetsu Minami-Ōsaka                                      | ∥                                                                | Habikino                                                         |
| Kishi                   | 喜志            | 3.4               | 3.4             | ●                                                                | ●                                                                |                                                                  | ∥                                                                | Tondabayashi                                                     |
| Tondabayashi            | 富田林          | 2.3               | 5.7             | ●                                                                | ●                                                                |                                                                  | ∨                                                                | Tondabayashi                                                     |
| Tondabayashi-nishiguchi | 富田林西口      | 0.6               | 6.3             | ●                                                                | ●                                                                |                                                                  | ｜                                                               | Tondabayashi                                                     |
| Kawanishi               | 川西            | 1.0               | 7.3             | ●                                                                | ●                                                                |                                                                  | ｜                                                               | Tondabayashi                                                     |
| Takidanifudō            | 滝谷不動        | 1.4               | 8.7             | ●                                                                | ●                                                                |                                                                  | ◇                                                                | Tondabayashi                                                     |
| Shionomiya              | 汐ノ宮          | 1.8               | 10.5            | ●                                                                | ●                                                                |                                                                  | ｜                                                               | Kawachinagano                                                    |
| Kawachinagano           | 河内長野        | 2.0               | 12.5            | ●                                                                | ●                                                                | Linea Nankai Kōya                                                | ｜                                                               | Kawachinagano                                                    |